# Cros (Gard)
Cros é uma comuna francesa na região administrativa de Occitânia, no departamento de Gard. Estende-se por uma área de 16,94 km². Em 2010 a comuna tinha 253 habitantes (densidade: 14,9 hab./km²).